# 決定理論
決定理論（けっていりろん、英: Decision theory）は、個別の意思決定について価値、不確かさといった事柄を数学的かつ統計的に確定し、それによって「最善の意思決定」を導き出す理論。意思決定理論とも。

## 概要
決定理論の大部分は規範的である。すなわち、最良の意思決定を特定することが目的であるため、十分な情報を持つ理想的な意思決定者を仮定し、完全な正確さで計算し、完全に合理的に意思決定するとみなす。このような規範的手法を現実の人間の意思決定に具体的に応用することを決定分析 (decision analysis) と呼び、人々のよりよい意思決定を支援するツール、技法、ソフトウェアの研究などを含んでいる。この考え方から生まれた最も体系的かつ総括的なソフトウェアツールを意思決定支援システムと呼ぶ。
人々が最適な振る舞いをしないことは明らかなので、それに関連して、人々が実際にはどのように意思決定するかを説明しようとする研究分野もある。規範的かつ理想的な意思決定では、実際の振る舞いを評価するための仮説を生成する。これによって2つの研究分野が密接に連携する。さらに、情報の完全性や合理性などを様々な方法で緩和した場合に、どのような意思決定がなされるかを研究したり、現実になされた意思決定を評価するといった研究もある。

## どんな意思決定に理論が必要か?

### 不確かな状況での選択
この領域が決定理論の中心となっている。今では期待値と呼ばれている概念は17世紀に知られるようになった。ブレーズ・パスカルは1670年に発行された『パンセ』の中でこの概念を使い、有名な賭けの話を書いている（後述）。期待値の考え方は、採るべき行動がいくつかあるとき、それぞれの行動で得られる価値とそれが得られる確率が異なるため、合理的に意思決定するにはそれらの価値と確率を正確に見積もり、掛け合わせることでその行動をとったときの期待値が得られるというものである。採るべき行動は最も期待値の高い行動である。1738年、ダニエル・ベルヌーイは有名な論文 Exposition of a New Theory on the Measurement of Risk（リスクの測定に関する新しい理論）を発表した。この中で彼はサンクトペテルブルクのパラドックスを使い、期待値理論は規範的に間違いであることを示した。彼はまた、アムステルダムからサンクトペテルブルクまで冬に貨物を運ぶ際、5%の確率でその貨物が行方不明になるとしたとき、商人はどうやって貨物を運ぶか否かを決めるのかという例を挙げている。彼の答えは効用を定義し、期待値ではなく期待効用を計算するというものだった。
パスカルの賭けは不確かな状況での選択の典型例である。ブレーズ・パスカルが考えたのは、神はいるのかいないのかという不確かさである。なすべき意思決定は、神を信じるか否かである。もし神が実在するなら、神を信じることで得られる報酬は無限である。したがって、神が実在する確率がどんなに小さくても、神を信じた場合の期待値は不信心の場合の期待値を超えている。ということで、パスカルは神を信じるほうがよいと結論付けた。当然ながら、この主張には批判がある。
20世紀になると、エイブラハム・ウォールドが1939年の論文で、当時の統計理論での2つの中心的課題を明らかにした。その2つは仮説検定と統計的推定理論と呼ばれ、より広範囲な概念である決定問題の特殊ケースとみなされていた。この論文では、現代決定理論の精神的展望の多くをもたらした。例えば、ロス関数、リスク関数、事前確率、admissible 決定則、ベイズ決定則、ミニマックス決定則などである。「決定理論 (decision theory)」という言葉は、1950年にE. L. Lehmannが使ったのが起源である。
フランク・ラムゼイ、ブルーノ・デ・フィネッティ、レオナード・ジミー・サヴェッジらの業績によって主観確率理論が生まれ、期待効用理論は主観確率しか利用できない状況にも応用できるようになった。当時経済学では、人間は合理的に行動するエージェントであるという見方が一般的で、期待効用理論はリスク状況下にある実際の人間の意思決定を表していると見なされていた。しかし、モーリス・アレとダニエル・エルズバーグの研究によってそうではないことが明らかとなった。ダニエル・カーネマンとエイモス・トベルスキーのプロスペクト理論によって確立された行動経済学においては、実験と観察を重視することでより現実的な立場をとるようになった。実際の人間の意思決定では、「利得より損失が大きく感じられ」、人間は効用状態そのものよりも効用状態の変化に注意を払う傾向があり、主観確率の推定はアンカリングによって大きく偏ったものとなっていることが強調されるようになった。
行動経済学で示されたような現実的な人間の意思決定の特徴は、既存の理論における模範的正しさとは程遠い。しかしこれらは人という生物が長年かけて獲得してきたものであり、安易に非合理的であると断定することはできない。むしろ、現在のところ意思決定について分かっていること非常に限定的である。人の意思決定の生理的なメカニズムの全容は依然として不明であり、主体的な意思決定能力を持つ人工知能は未だ完成に至らない。今後のこれらの研究成果によっては、既存の理論の合理性が揺らぐ可能性もある。そこで、経済学に脳神経学の知見を取り入れた神経経済学のように、学際的な研究が広まりつつある。また、事例ベース意思決定論のように、期待値の研究に端を発するそれまでの理論とは異なる観点も考案されてきている。
Castagnoli and LiCalzi (1996)や Bordley and LiCalzi (2000)といった最近の研究で、期待効用の最大化は、意思決定の不確かな結果が不確かなベンチマークよりも好ましいものである確率に等しいことを数学的に示した（例えば、投資信託の戦略が S&P 500 よりも優れた成果を示す確率、またはある企業が競合他社に将来的に勝つ確率など）。この再解釈は、個人には選択時の状況によって変化するあいまいな要求水準があるとする心理学の研究成果（Lopes and Oden）が背景にある。その後、効用から個人の不確かな参照点へと研究の中心が移っていった。

### 異時点間選択
この領域は、選択によって得られるものの価値が異なるが、それが判明するのが別の時点という問題である。例えばある人が遺産相続や宝くじなどで数千ドルを手に入れたとする。その人は、それをすぐに使って豪華な休暇をすごすこともできるし、年金制度に投資して将来の収入にすることもできる。どちらが最善の選択だろうか? 答えは期待される利率やインフレーションの度合い、その人の余命、年金制度の信頼性などに依存する。しかしこれらを全て考慮したとしても、人間の行動は規範的な決定理論の推定とは大きく異なるため、新たなモデルとして主観的割引率などの概念が登場した。

### 競合する意思決定者
状況によっては、ある人の意思決定に他の人が反応してさらにそれぞれが意思決定するという連鎖が発生するため、全体を考慮しなければならない。このような領域の研究は主にゲーム理論として知られている。しかし、両者の数学的基盤は同じである。ゲーム理論から見れば、決定理論が扱う問題の多くはプレーヤーが1人のゲーム（あるいは、周囲の状況とのゲーム）と言える。勃興しつつある社会認知工学では、人間社会の様々な分散意思決定が、様々な状況（日常と非常時）でどのように行われるのかを研究する。
信号検出理論は決定理論に基づいている。

### 複雑な意思決定
他には、複雑であるがゆえに困難な意思決定や、意思決定を行うべき組織の複雑性を扱う分野もある。その場合、実際の意思決定と理想の意思決定の差よりも前に、理想の意思決定を特定することが困難である。例えばローマクラブは経済成長と資源消費の予測モデルを立て、政治家が実社会の複雑な意思決定を行う支援をしている。

## 選択におけるパラドックス
よく見られるパラドックスは、選択肢が増えるほど間違った意思決定をすることが多くなるというものである。その原因の理論付けとしては、分析麻痺や合理的無知といった概念がある。Sheena S. Iyengar や Mark R. Lepper などの研究者がこの現象に関する研究を発表している。このような研究を一般に知らしめた著書として Barry Schwartz の The Paradox of Choice (2004) がある。

## 統計的決定理論
いくつかの統計的ツールと手法は証拠を組織し、リスクを評価し、意思決定を支援するのに使える。第一種過誤と第二種過誤のリスクは定量化でき（確率、コスト、期待値など）、それによって合理的な意思決定を改善する。
次の表は、刑事裁判での有罪を決定する際の構造を例として示したものである。
|          |                 | 真の状態                           | 真の状態                   |
| -------- | --------------- | ---------------------------------- | -------------------------- |
|          |                 | 有罪                               | 無罪                       |
| 意思決定 | 「有罪」 の評決 | 真陽性                             | 偽陽性 （冤罪） 第一種過誤 |
| 意思決定 | 「無罪」 の評決 | 偽陰性 （真犯人を逃す） 第二種過誤 | 真陰性                     |

## 確率論を代替するもの
決定理論における確率論を別の理論で代替するという問題は大きな論争の元となっている。ファジー論理などの信奉者は確率論は数ある選択肢の1つに過ぎないとし、様々な具体例が確率論以外でうまく説明できるとしている。特に、確率論的決定理論は様々な事象の確率の仮定が変化すると大きく影響を受けるが、ミニマックス法のような非確率論的規則はそのような仮定を設けないという点で頑健であるとしている。
Yousefらは、ジョージ・デビット・バーコフとジョン・フォン・ノイマンの量子物理学の研究成果である確率振幅に基づいた複素数関数を使った奇妙な確率論を提唱している。
確率論を擁護する側は以下のような点を指摘している。
- Richard Threlkeld Cox による確率公理の正当化
- ブルーノ・デ・フィネッティの Dutch book のパラドックスは、確率公理から離れた際に生じる理論的困難さを示している。
- complete class theorem によれば、全ての admissible 決定則 は何らかの事前確率（不正確でもよい）と効用関数を伴ったベイズ決定則と等価である。したがって、非確率論的手法で生成した決定則にもベイズ確率的手段から生成される等価な決定則が存在するか、あるいはベイズ確率を使った決定則の方が優れている。

### 一般的な批判
決定理論へのよくある批判として、確率の固定な宇宙に基づいているという批判がある。すなわち、「既知の未知 (known unknowns)」は考慮しているが、「未知の未知 (unknown unknowns)」は考慮していないということである。それは予測可能な範囲の変化に着目しており、予測不能な事象は考慮できない。実際には予測できない事象の方が影響が大きく、考慮しておくべきことだという主張がある（ナシム・ニコラス・タレブの黒鳥理論など）。つまり、決定理論では不測の事態はモデルの範囲外だ、ということになる。このような主張を ludic fallacy と呼び、実世界をモデル化する際には不可避の不完全さがあり、モデルに絶対的に依存するとその限界に気づけなくなるとする。
例えば、日々の株価を予測するモデルを構築した場合、1987年のブラックマンデーのような大きな変動は予測できたとしても、アメリカ同時多発テロ事件のときの市場の反応は予測できない。